# Free Running
Free Running est un jeu vidéo édité par Core Design et développé par Rebellion Software, sorti en France en le 29 mars 2007 sur les consoles PSP et PlayStation 2
Le jeu s'intéresse à la pratique du parkour. Sébastien Foucan est l'un des personnages du jeu, ainsi que certains traceurs britannique de la team « Urban Freeflow ».